# L'Étoile du Nord (Tunis)
Pour les articles homonymes, voir L'Étoile du Nord.
L'Étoile du Nord (arabe : مسرح نجمة الشمال) est un centre culturel tunisien situé au centre de Tunis, au numéro 41 de l'avenue Farhat-Hached, à proximité immédiate de l'avenue Habib-Bourguiba.
Ouvert le 26 février 2000, il s'étend sur 700 m2 et abrite une salle de spectacle, une bibliothèque spécialisée dans les arts de la scène, l'architecture, la peinture et le cinéma, un foyer pour les artistes et cinq loges.
Au cours des années, il accueille divers évènements culturels mêlant théâtre, musique et lecture.
Sa fermeture est annoncée en septembre 2016 à la suite de la décision de son propriétaire, l'homme de théâtre Noureddine El Ati, de quitter le pays. À cette occasion, il exprime son mécontentement vis-à-vis de la politique du ministère de la Culture en évoquant le limogeage des membres du comité des subventions culturelles dont il faisait partie et l'absence de subvention. Il dit devoir un million de dinars à la Banque de l'Habitat.